# Cessna 150
Il Cessna 150 (conosciuto anche come Model 150) è un aereo da addestramento basico e da turismo, progettato e costruito dall'azienda aeronautica statunitense Cessna Aircraft Company. È un monomotore ad ala alta a 2 posti. Può svolgere anche il ruolo di addestratore per il volo strumentale e acrobatico. È tra i più famosi aerei della sua categoria ed è stato prodotto in oltre 23.000 unità in 8 differenti versioni.

## Storia del progetto
Il Cessna Model 150 ha fatto la storia dell'aviazione leggera mondiale, infatti è uno degli aerei più popolari al mondo ed è stato costruito in grandi quantitativi. Rappresentò il ritorno dell'azienda statunitense nel settore dei piccoli biposto da addestramento e turismo aereo dopo un'assenza di sette anni.
Nel corso degli anni il 150 è stato ammodernato inserendo nuovi particolari come una deriva a freccia e la parte della fusoliera a sezione ridotta. Fin dai primi anni dalla sua presentazione, il piccolo aeroplano incontrò un vastissimo successo di vendite e fu costruito anche su licenza in Francia dalla Reims Aviation, che ne costruì 1.754 esemplari.
Nel 1977 la Cessna decise di sostituire il Model 150 sulle linee di produzione dal Model 152, simile sotto tutti gli aspetti ad eccezione del motore e la potenza applicata, un Lycoming O-235 da 112 cv (82 kW). Il nuovo modello garantisce una riduzione del rumore e delle vibrazioni nella cabina grazie ad ulteriori accorgimenti, come il nuovo motore da 112 cv ed un'elica modificata ad hoc.
Tra le 8 versioni costruite va menzionata la Aerobat (equivalente al Model 150K), probabilmente l'aereo da addestramento per piloti privati e da turismo più popolare al mondo. Il suo successo di vendite si deve alla sua manovrabilità senza pecche unite a buone prestazioni aeronautiche. Questa variante era capace di eseguire voli acrobatici, in quanto era dimensionata per sopportare carichi fra +6g e -3g, grazie all'inserimento nella cellula di nuovi rinforzi strutturali e un motore modificato per funzionare anche in assetto di volo rovescio.

### Produzione
Il Model 150 viene omologato il 10 luglio 1958 e le prime macchine cominciano ad essere consegnate ai clienti già a partire dal mese successivo. Nel 1958 l'azienda raccoglie ben 600 ordini nei soli Stati Uniti e altri 115 all'estero.
Il successo che riscuote il piccolo monomotore della Cessna sembra bissare quello del Model 172, e alla fine del 1965 - dopo soli 7 anni dall'inizio della produzione in serie - risultano venduti circa 5.000 esemplari.
Nel 1966 l'azienda francese Reims Aviation (già Max Holste Aviation) acquisisce la licenza di produzione del Model 150 designandolo F-150. Nel 1970 risultano costruiti dalla Reims-Cessna oltre 600 unità.
Successivamente dagli stabilimenti della Reims Aviation cominciano ad uscire anche il nuovo Model 152, designato in Francia F-152.
La produzione totale del 150 termina a metà del 1977, dopo aver realizzato 23.836 esemplari, di cui 1.754 unità sono stati prodotti dalla Reims Aviation. Invece la produzione del 152 si arresta nel dicembre 1986 dopo la consegna di circa 7.500 esemplari, dei quali 640 sono usciti dalle linee produttive francesi.

## Tecnica

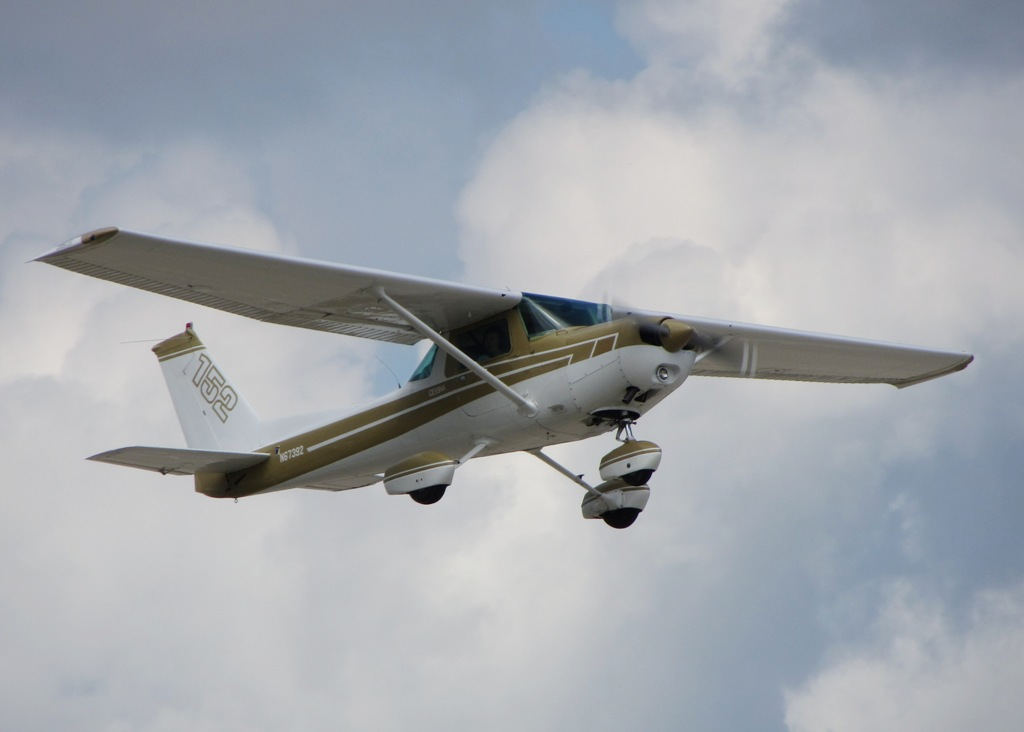
Cessna 152

La Cessna Aircraft cominciò a sviluppare un progetto di velivolo monomotore biposto dalla costruzione semplice, dalle buone prestazioni aeronautiche e dai prezzi contenuti.
Il risultato fu un velivolo dalla linea e una costruzione tipicamente della Cessna: una macchina leggera cabinata con 2 posti affiancati e dotata di un'ala alta controventata e con carrello a sbalzo fisso triciclo anteriore, la cui cellula era interamente metallica.
Per quanto riguarda il motore la ditta americana decise di dotare il velivolo di un Teledyne Continental O-200-A da 102 cv.
Nei primi esemplari di produzione di serie il piccolo aeroplano della Cessna era caratterizzato dall'impennaggio verticale dal disegno convenzionale e l'abitacolo non possedeva visibilità posteriore, perché esso si raccordava direttamente al tronco posteriore della fusoliera tramite una pinna di raccordo dal bordo d'uscita alare fino alla zona dei piani di coda.
Successivamente l'azienda statunitense introduce un impennaggio verticale a freccia e viene aggiunto al disegno della cabina un "gradino" completamente sfinestrato in maniera tale da avere una maggiore illuminazione interna e un'ottima visuale posteriore.
Il Model 150 e successivamente il Model 152, ogni anno sono oggetto di piccoli ma continui adeguamenti e vengono realizzati anche nella versione idrovolante grazie all'aggiunta di 2 leggeri galleggianti.

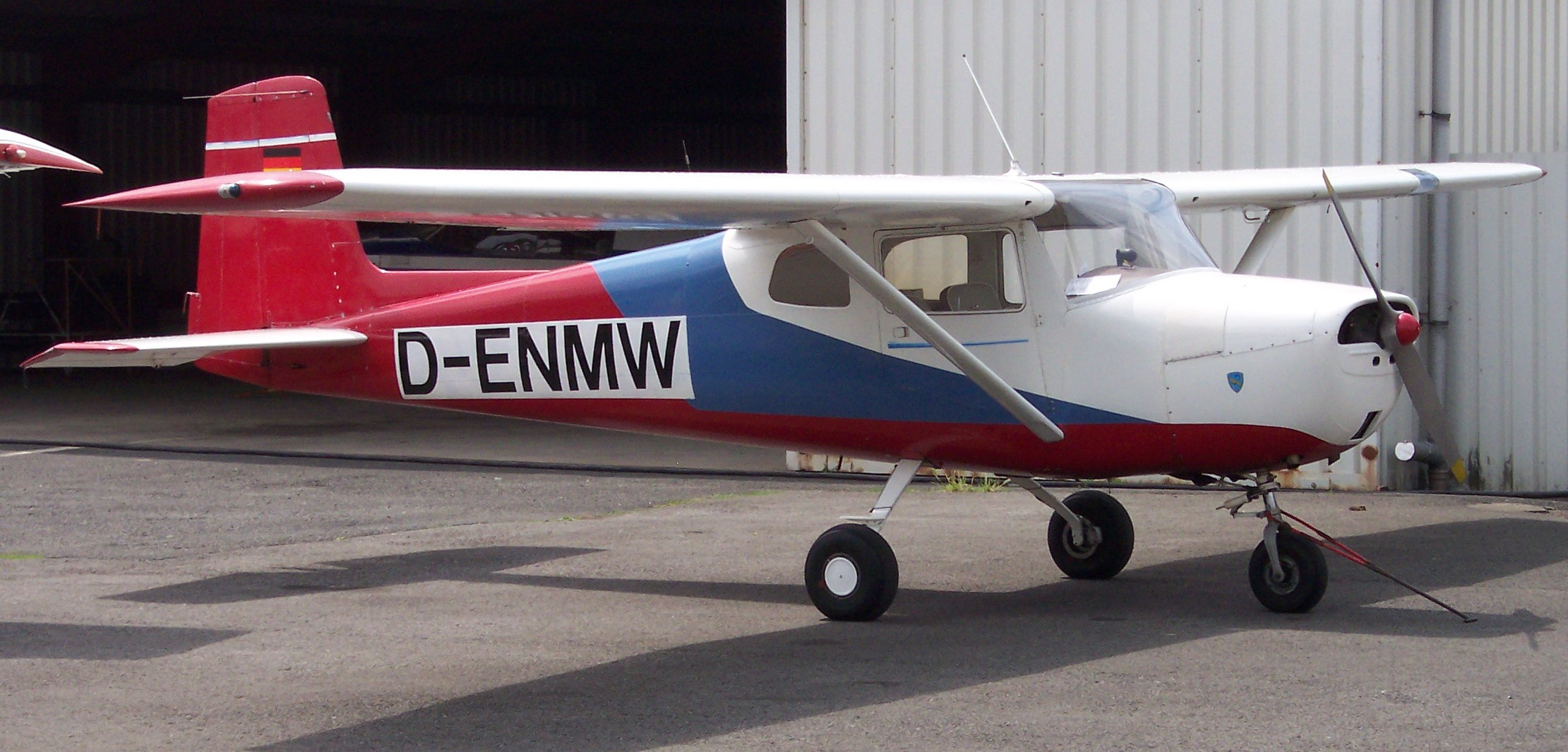
Un esemplare del Model 150 delle prime serie di produzione.

## Utilizzatori

### Militari
Burundi
- Armée Nationale du Burundi

opera con 2 esemplari di 150L all'agosto 2017, dei 3 esemplari consegnati;
 RD del Congo
- Force Aérienne du Congo

12 Reims FRA150M consegnati, non si conosce quanti ne siano in organico all'ottobre 2018.
 Costa d'Avorio
- Force Aérienne de la Côte d'Ivoire

opera con 3 esemplari di 150L;
 Ecuador
- Fuerza Aérea Ecuatoriana

opera con 24 esemplari di 150L;
 Haiti
- Corps d'Aviation d'Garde d'Haiti;

 Liberia
- Liberian Army Air Wing

opera con un solo esemplare di 150K;
 Messico
- Fuerza Aeronaval

opera con 2 esemplari di 150J;
 Panama
- Servicio Nacional Aeronaval

 Paraguay
- Aviación Naval Paraguaya

opera con 2 esemplari di 150M;
 Somalia
- Cuerpo Aeronautica della Somalia

opera con 2 esemplari di 150L;
 Sri Lanka
- Sri Lanka Air Force

opera con 10 esemplari di 150L;
 Stati Uniti
- United States Air Force

L'USAF Academy Flying Team opera con 1 150L e 2 150M;

## Curiosità
Dal 1978 al 1980 il francese Michel Lotito affetto da Picacismo mangiò un intero Cessna 150